# Metanotalia maderensis
Metanotalia maderensis är en stekelart som först beskrevs av Walker 1872.  Metanotalia maderensis ingår i släktet Metanotalia och familjen sköldlussteklar. Inga underarter finns listade i Catalogue of Life.